# Triumph TR5MX
De Triumph TR5MX was een 500cc-crossmotor die in 1973 door het Britse merk BSA werd geproduceerd, maar ook werd verkocht onder de merknaam "Triumph".

## Voorgeschiedenis
BSA en Triumph vormden sinds 1951 een samenwerkingsverband, nadat eigenaar Jack Sangster Triumph aan BSA had verkocht. Binnen deze BSA-groep bleven beide merken afzonderlijk bestaan, en een "samenwerkingsverband" was het ook niet echt. Ze beconcurreerden elkaar, vooral op de zo belangrijke Amerikaanse markt, waar ze hun eigen importeurs hadden en waar 60% van de productie naartoe ging. Aan het einde van de jaren zestig wist Triumph nog redelijke verkoopaantallen te halen, maar BSA stond na een aantal slecht gecalculeerde verkopen van bedrijfsonderdelen aan de rand van de afgrond. BSA had inmiddels uit de 441cc-BSA B44-serie de 500cc-BSA B50-serie ontwikkeld. Deze serie bestond uit een allroad, een offroad en de BSA B50MX-crossmotor. Die laatste kwam pas in 1973 op de markt, toen BSA feitelijk al failliet was en was verkocht aan Dennis Poore, die het bedrijf Norton-Villiers-Triumph zou oprichten. Daar was geen plaats meer voor BSA, dat van de markt werd genomen, hoewel de fabriek nog enkele jaren bleef bestaan om de driecilindermotoren voor de Triumph Trident 750 te maken.

## Triumph TR5MX
Ook in 1973 werden nog enkele machines als BSA B50MX afgeleverd, maar uiteindelijk bleef een aantal onverkocht. Die machines werden voorzien van een Triumph-logo en als Triumph TR5MX in de handel gebracht. De naam verwees daarbij naar de Triumph TR5T Trophy Trail, de tweecilinder terreinmachine die Triumph zelf bouwde.
Triumph loste hiermee een probleem voor Dennis Poore op, door de machines onder eigen merknaam te verkopen. Een ander voorbeeld was de bouw van de BSA T65 Thunderbolt. Dit was feitelijk een Triumph TR6R Tiger, maar hij werd als BSA verkocht omdat het failliete BSA nog verplichting voor de levering van 650cc-machines op het Europese vasteland had.